# Siegfried Noffke
Siegfried Noffke (ur. 9 grudnia 1939 w Berlinie, zm. 28 czerwca 1962 tamże) – ofiara śmiertelna Muru Berlińskiego postrzelona przez funkcjonariusza służby bezpieczeństwa NRD podczas pomocy uciekinierom z Berlina Wschodniego.

## Życiorys
Noffke urodził się w Berlinie dorastając po zakończeniu drugiej wojny światowej w sektorze radzieckim miasta, gdzie uczył się zawodu murarza. Pod koniec lat 50. przeprowadził się do zachodnioberlińskiej dzielnicy Kreuzberg. W maju 1961 r. poślubił Hannelore, z którą miał wcześniej syna. W związku z miejscem zamieszkania po stronie wschodniej w dzielnicy Prenzlauer Berg, kobieta złożyła wniosek o przesiedlenie. Pomimo faktu złożenia tegoż jeszcze przed 13 sierpnia 1961 r., władze NRD nie zezwoliły na przeprowadzkę.
Rok po zaryglowaniu przejść pomiędzy sektorami Noffke spotykał się ze swoją żoną w pasie granicznym. Przy jednym z tychże spotkań poznał Dietera Hötgera, który zaproponował mu udział w grupie angażującej się przy organizowaniu tuneli ucieczkowych (żona Hötgera również pozostała na terenie Berlina Wschodniego). W efekcie tej współpracy Noffke oraz dwaj inni mężczyźni rozpoczęli prace przy drążeniu tunelu z piwnicy budynku przy Sebastianstraße, chcąc przebić się w ten sposób do znajdującego się po wschodniej stronie domu przy Heinrich-Heine-Straße 48/49. Próby ucieczek przy pomocy tuneli miały zresztą miejsce już kilka miesięcy wcześniej, przy czym nie obyło się bez ofiar śmiertelnych – przy udaremnieniu jednej z tychże z rąk funkcjonariuszy służby bezpieczeństwa zginął jeszcze w marcu tego samego roku Heinz Jercha, w czerwcu zaś, podczas wykrycia kolejnego, postrzelony śmiertelnie został przez pomagającego aktywistę żołnierz wojsk granicznych NRD Reinhold Huhn.

### Ucieczka
W organizowanej przez grupę ucieczce uczestniczyć miała kobieta, która wtajemniczyła w jej szczegóły swojego brata, pracującego jako nieoficjalny informator służb bezpieczeństwa pod pseudonimem „Pankow“. Ten przekazał informacje swoim przełożonym, nakazującym dokładną obserwację przygotowań do przedsięwzięcia z uwieńczeniem celu poprzez ujęcie uciekinierów podczas próby przebicia się do Berlina Zachodniego. W celu zdobycia jak najwięcej informacji „Pankow“ wmieszał się w grupę i również zgłosił chęć ucieczki. Jako że liczne próby rozpoczęcia tejże zostawały przerywane, 28 czerwca 1962 r. „Pankow” podjął decyzję pomocy aktywistom działającym po stronie wschodniej. Ministerstwo Bezpieczeństwa Państwowego NRD miało zamiar ująć tychże, w związku z czym zaangażowało grupę pościgową, rozlokowaną w piwnicy, na klatce schodowej oraz w zabudowaniach gospodarczych. W drzwiach piwnicy wywiercono otwór aby móc obserwować działania grupy. Kiedy po udanej próbie przebicia się Noffke i Hötger wkroczyli do piwnicy, jeden z uzbrojonych w pistolet maszynowy funkcjonariuszy szarpnął gwałtownie drzwi, po czym otworzył ogień. Strzały oddali także trzej inni pracownicy bezpieki, wskutek czego Noffke, Hötger oraz nawet „Pankow” odnieśli liczne rany. Postrzelony został też pierwszy z otwierających ogień funkcjonariuszy, który podobnie jak „Pankow” natychmiast przewieziony został przez czekającą w gotowości karetkę do szpitala policyjnego w dzielnicy Mitte. Dieter Hötger został wyciągnięty z piwnicy i zabrany na przesłuchanie do pobliskiej sali gimnastycznej, ujęty został także ciężko ranny Noffke, który zmarł w drodze do szpitala.
Na mocy kodeksu karnego za przestępstwo „ucieczki z republiki” (Republikflucht) uciekinierów skazano na kary więzienia. Jeden z rannych aktywistów otrzymał w październiku 1962 r. wyrok 9 lat pozbawienia wolności w związku z aktem przemocy wobec państwa oraz nakłanianiem do opuszczenia NRD. Postrzelony i operowany na skutek tegoż  „Pankow“ uhonorowany został złotym medalem zasługi Armii Ludowej NRD oraz premią w wysokości 3000 marek NRD. Dokładny przebieg zdarzeń w piwnicy budynku przy Heinrich-Heine-Straße pozostawał niewyjaśniony aż do momentu zjednoczenia Niemiec, przy czym w związku z milczeniem uczestników niemożliwe było także ustalenie nazwisk tychże.

## Upamiętnienie
Dla uczczenia pamięci Siegfrieda Noffke odsłonięta została 12 sierpnia 2009 r. tablica pamiątkowa mieszcząca się w pobliżu dawnego tunelu przy  Sebastianstraße.